# السويري (حضرموت)

تعديل مصدري - تعديل

السويري هي مدينة يمنية تتبع محافظة حضرموت، بلغ تعداد سكانها 5520 نسمة حسب الإحصاء الذي أجري عام 2004.يسكن ويحكم
تتخذ من النظام القروي طريقة لإدارتها ، من خلال تعيين أو ترشيح أحد أبنائها ليصبح عاقلاً للحي ، وهو من يتولى ادارة المنطقة ويرتب شؤونها ويصلح بين مختلف الأهالي.
وقد تعاقب على إدارة شؤونها (عقلاء الحي)
علي عيسى بن شملان
صبري  أحمد باصديق 

## روابط خارجية
- World Gazetteer:Yemen
- الجهاز المركزي للإحصاء بالجمهورية اليمنية
- المركز الوطني للمعلومات باليمن